# Pohlia scotica
Pohlia scotica là một loài rêu trong họ Bryaceae. Loài này được Crundw. mô tả khoa học đầu tiên năm 1982.